# Randegg (Austria)
Randegg – gmina targowa w Austrii, w kraju związkowym Dolna Austria, w powiecie Scheibbs. Według Austriackiego Urzędu Statystycznego liczyła 1937 mieszkańców (1 stycznia 2014).